# Rally-VM 2018
Rally-VM 2018 är den 46:e säsongen av FIA:s Rally-VM. Säsongen startade med Monte Carlo-rallyt och avslutades med Rally Australia. 
Sébastien Ogier tog sin sjätte raka VM-titel, sin andra för Ford.

## Kalender
| Datum           | Rally                                  | Bas                            | Underlag      | Segrande Förare     | Kartläsare       | Bil              |
| --------------- | -------------------------------------- | ------------------------------ | ------------- | ------------------- | ---------------- | ---------------- |
| 25-28 januari   | Rallye Monte-Carlo                     | Gap, Hautes-Alpes              | Asfalt & Snö  | Sébastien Ogier     | Julien Ingrassia | Ford Fiesta WRC  |
| 15-18 februari  | Rally Sweden                           | Torsby, Värmland               | Snö           | Thierry Neuville    | Nicolas Gilsoul  | Hyundai i20 WRC  |
| 8-11 mars       | Rally Guanajuato México                | León, Guanajuato               | Grus          | Sébastien Ogier     | Julien Ingrassia | Ford Fiesta WRC  |
| 5-8 april       | Che Guevara Energy Drink Tour de Corse | Bastia, Haute-Corse            | Asfalt        | Sébastien Ogier     | Julien Ingrassia | Ford Fiesta WRC  |
| 26-29 april     | Rally Argentina                        | Villa Carlos Paz, Córdoba      | Grus          | Ott Tänak           | Martin Järveoja  | Toyota Yaris WRC |
| 17-20 maj       | Vodafone Rally de Portugal             | Matosinhos, Porto              | Grus          | Thierry Neuville    | Nicolas Gilsoul  | Hyundai i20 WRC  |
| 7-10 juni       | Rally Italia Sardegna                  | Alghero, Sardinien             | Grus          | Thierry Neuville    | Nicolas Gilsoul  | Hyundai i20 WRC  |
| 26-29 juli      | Neste Rally Finland                    | Jyväskylä, Mellersta Finland   | Grus          | Ott Tänak           | Martin Järveoja  | Toyota Yaris WRC |
| 16-19 augusti   | ADAC Rallye Deutschland                | Bostalsee, Saarland            | Asfalt        | Ott Tänak           | Martin Järveoja  | Toyota Yaris WRC |
| 13-16 september | Rally Turkey                           | Marmaris, Muğla                | Grus          | Ott Tänak           | Martin Järveoja  | Toyota Yaris WRC |
| 4-7 oktober     | Dayinsure Wales Rally GB               | Deeside, Flintshire            | Grus          | Sébastien Ogier     | Julien Ingrassia | Ford Fiesta WRC  |
| 25-28 oktober   | Rally RACC Catalunya-Rally de España   | Salou, Tarragona               | Asfalt & Grus | Sébastien Loeb      | Daniel Elena     | Citroën C3 WRC   |
| 15-18 november  | Kennards Hire Rally Australia          | Coffs Harbour, New South Wales | Grus          | Jarri-Matti Latvala | Miikka Anttila   | Toyota Yaris WRC |

## Förar-VM
| Plats | Förare              | Bil              | Poäng |
| ----- | ------------------- | ---------------- | ----- |
| 1     | Sébastien Ogier     | Ford Fiesta WRC  | 219   |
| 2     | Thierry Neuville    | Hyundai i20 WRC  | 201   |
| 3     | Ott Tänak           | Toyota Yaris WRC | 181   |
| 4     | Jarri-Matti Latvala | Toyota Yaris WRC | 128   |
| 5     | Esapekka Lappi      | Toyota Yaris WRC | 126   |
| 6     | Andreas Mikkelsen   | Hyundai i20 WRC  | 84    |
| 7     | Elfyn Evans         | Ford Fiesta WRC  | 80    |
| 8     | Hayden Paddon       | Hyundai i20 WRC  | 73    |
| 9     | Dani Sordo          | Hyundai i20 WRC  | 71    |
| 10    | Mads Ostberg        | Citroën C3 WRC   | 70    |